# Papa Damasus I
Damasus I (n. 305 d.Hr., Egitania⁠(d), Beira Baixa Subregion⁠(d), Portugalia – d. 11 decembrie 384 d.Hr., Roma, Imperiul Roman de Apus) a fost papă al Romei între anii 366-384. Era originar din Spania și s-a născut în jurul anului 305.

## Alegerea
Damasus și-a început acivitatea ca diacon al Bisericii din Roma sub Papa Liberiu, și după trimiterea acestuia în exil, sub urmașul lui, Antipapa Felix II. A fost ales papă în timpul disputelor îndelungate între creștini și arieni care având sprijin politic, doreau să-l aleagă papă pe preotul Ursicinus (Antipapa Ursicinus), acest conflict culminând cu acțiuni foarte violente (au murit circa 137 de creștini).

## Acuzația de adulter
După Liber Pontificalis, Papa Damasus a fost acuzat de diaconii Concordiu și Calixt de adulter, cel mai probabil din cauza stilului său de viață opulent și influenței asupra soțiilor aristocraților (creștinismul în cercurile aristocratice), sinodul care s-a întrunit, pentru a discuta aceste acuzații grave, l-a exonerat pe Damasus de orice vină și i-a expulzat pe acuzatori din Biserică.

## Activitatea
Papa Damasus I a dovedit prin fapte că a meritat să fie ales. Mai întâi a început opera de refacere a unității și de revenire la puritatea credinței, depunând pe toți episcopii simpatizanți ai arianismului, fără a lua în seamă amenințările și preferințele împăraților; el a formulat principiul conform căruia semnul de recunoaștere a unui catolic și a unui episcop legitim este comuniunea cu Episcopul Romei. Timpul pontificatului său este caracterizat printr-o adevărată explozie de sărbători, formule de rugăciuni, îmbogățire a ritualului, serii de predici solemne și de cateheză metodică, activități ce au alimentat din belșug viața creștină.

## Creștinismul - religie de stat
În timpul pontificatului său, Papa Damasus a continuat lupta predecesorului său, Papa Liberiu, atât împotriva ereziei ariene care avea o influență tot mai mare la curtea împăratului roman, cât și împotriva episcopilor care nu păstrau comuniunea cu Scaunului Apostolic. Toată osteneala Papei Damasus a avut un succes neașteptat, când împărat roman Teodosiu cel Mare prin Edictul de la Tesalonic 380, sprijină hotărât Creștinismul care devine religia de stat obligatorie pentru toți supușii imperiului, îndepărtându-se de arianism care, în Conciliul ecumenic de la Constantinopol 381, este condamnat definitiv.

## Biblia Vulgata
Papa Damasus I i-a cerut Sfântului Ieronim, care i-a devenit secretar, să revizuiască traducerea veche a Sfintei Scripturi. Sf. Ieronim, pentru a realiza această traducere, a călătorit la  Bethleem, unde s-a documentat comparând versiunile din limbile ebraică și aramaică ale Vechiului Testament dar și o traducere în limba greacă - Septuaginta și Noul Testament (versiunea în limba greacă), apoi a redactat traducerea lor în limba latină dând creștinității Biblia Vulgata. 
Biblia Vulgata era acum varianta oficială a Sfintei Scripturi în Biserica Occidentală, deși a durat un timp, până toate bisericile latine au acceptat-o. Obligarea acceptării acestei versiuni  Sf. Scripturi a avut ca efect impunerea limbii latine ca limbă liturgică, lucru ce a sporit și mai mult supremația Bisericii de la Roma, care a devenit centrul educației creștine.

## Scrieri
- Douăsprezece scrisori Sinodale care prezintă chestiuni doctrinare și personale;
- Douăzeci de anateme împotriva erorilor din timpul pontificatului său;

## Arheologie
Papa Damasus I a fost un arheolog activ, s-a îngrijit să caute și să deschidă catacombele, să le consolideze sau să le refacă, marcându-le cu inscripții funerare demne de cei înmormântați.  Fără măsurile luate de Papa Damas, multe dintre comorile subterane ale Romei astăzi nu ar mai fi.

## Cinstirea martirilor
Sfântul Ieronim afirmă că Papa Damasus I a murit la vârsta de aproape optzeci de ani. A fost înmormântat în mormântul pe care singur și l-a pregătit, într-un loc mai departe de criptele martirilor, ca o dovadă a adorării acordate martirilor așa cum precizează în epitaful său din cripta Papilor din catacombele Sfântului Calist: „Aici, eu, Damas, aș dori să fie înmormântate rămășițele mele, dar îmi este teamă să nu tulbur osemintele sfinte ale martirilor”. Mai târziu, rămășițele sale pământești au fost deshumate și duse în biserica San Lorenzo in Damaso.  
Este sărbătorit ca sfânt pe †11 decembrie în Calendarul Latin.